# Coalición Centro Esperanza
La Coalición Centro Esperanza, anteriormente conocida como Coalición de la Esperanza, fue una coalición política y electoral de Colombia compuesta principalmente por partidos y movimientos políticos de centro y centroizquierda, para las elecciones legislativas y presidenciales de 2022. Según anunciaron sus fundadores, la coalición se basó en cuatro lineamientos programáticos bajo los cuales trabajarían: recuperar la confianza en la democracia, poner la economía al servicio de la ciudadanía, cuidar la biodiversidad y proteger la ciudadanía y los territorios.

## Principios éticos:«No todo vale»
En junio de 2021, la coalición presentó los llamados nueve principios éticos bajo los que se regiría su propuesta.
1. Construir colectivamente.
2. Proteger la vida.
3. Privilegiar el bien común y la equidad.
4. Decir siempre la verdad.
5. Proteger los recursos públicos.
6. Garantizar el diálogo y la participación ciudadana.
7. Limitar el ejercicio del poder.
8. Defender la libertad. la igualdad y la dignidad humana.
9. Reconciliar y construir.

## Composición
Inicialmente, se agruparon bajo el nombre de Coalición de la Esperanza varios partidos y movimientos políticos de centro y centroizquierda: el Movimiento Compromiso Ciudadano, liderado por el profesor y exgobernador de Antioquia Sergio Fajardo, quien fue candidato presidencial en 2018; el movimiento En Marcha, liderado por el exministro del interior Juan Fernando Cristo; el Nuevo Liberalismo, liderado por el exsenador Juan Manuel Galán y el recién creado partido Dignidad, liderado por el escritor, profesor, arquitecto y senador Jorge Enrique Robledo. Posteriormente se unió el partido Alianza Social Independiente; y finalmente, el partido Colombia Renaciente, de Luis Gilberto Murillo. Esta coalición contó además con el escritor, profesor y exministro Humberto de La Calle y luego de la decisión de la Alianza Verde de dejar a sus militantes en libertad para escoger candidato presidencial, con el precandidato y exgobernador de Boyacá Carlos Amaya.
El 28 de noviembre de 2021, todos los precandidatos, dirigentes de las colectividades involucradas, así como dirigentes de la Alianza Verde como la senadora Angélica Lozano, y el exrector de la universidad de los andes Alejandro Gaviria se reunieron para acordar una coalición más amplia. Esta reunión, convocada inicialmente por Juan Fernando Cristo como un "cónclave" del centro político, y moderada por los excandidatos presidenciales Íngrid Betancourt y Humberto de la Calle, consiguió establecer reglas de juego para una consulta interpartidista con el nombre de Coalición Centro Esperanza. Se establecieron reglas de juego para la consulta, un decálogo programático de 10 puntos y la participación de los precandidatos Sergio Fajardo, Alejandro Gaviria, Juan Manuel Galán, Carlos Amaya, Jorge Enrique Robledo y Juan Fernando Cristo. Varios líderes del partido Alianza Verde como Antanas Mockus, Angélica Lozano, Antonio Sanguino y Sandra Ortiz apoyan esta colectividad. Los partidos ASI y Dignidad dieron un multiaval gracias a la resolución del CNE.

### Partidos y movimientos miembros
| Partido | Partido                                                | Siglas | Líder/Presidente      | Precandidato          | Espectro político | Ideología política |
| ------- | ------------------------------------------------------ | ------ | --------------------- | --------------------- | ----------------- | ------------------ |
|         | Partido Alianza Social Independiente Partido ASI       | ASI    | Berenice Bedoya       | Sergio Fajardo        | Centroizquierda   | Progresismo        |
|         | Partido Alianza Verde Alianza Verde                    | AV     | Carlos Ramón González | Sin precandidato      | Centroizquierda   | Socialdemocracia   |
|         | Movimiento Colombia Tiene Futuro Colombia Tiene Futuro | CTF    | Alejandro Gaviria     | Alejandro Gaviria     | Centroizquierda   | Liberalismo        |
|         | Movimiento Compromiso Ciudadano Compromiso Ciudadano   | CC     | Sergio Fajardo        | Sergio Fajardo        | Centro            | Tercera vía        |
|         | Partido Dignidad                                       | PD     | Juan Manuel Ospina    | Jorge Enrique Robledo | Centroizquierda   | Socialdemocracia   |
|         | Partido En Marcha En Marcha                            | EM     | Juan Fernando Cristo  | Sin precandidato      | Centro            | Liberalismo        |
|         | Partido Nuevo Liberalismo Nuevo Liberalismo            | NL     | Juan Manuel Galán     | Juan Manuel Galán     | Centro            | Liberalismo        |
|         | Movimiento Somos Verde Esperanza Somos Verde Esperanza | SVE    | Carlos Amaya          | Carlos Amaya          | Centroizquierda   | Progresismo        |

## Candidaturas
La coalición fue conformada por cinco precandidatos a la presidencia de Colombia, que se enfrentarían en una consulta el 13 de marzo para definir un candidato oficial.
| Partido o movimiento | Partido o movimiento | Partido o movimiento                                            | Fórmula presidencial | Fórmula presidencial                          | Cargos públicos                                     |
| -------------------- | -------------------- | --------------------------------------------------------------- | -------------------- | --------------------------------------------- | --------------------------------------------------- |
|                      |                      | Alianza Social Independiente Lema: La esperanza es con Fajardo  |                      | Sergio Fajardo (65 años) Matemático           | - Candidato presidencial (2018)                     |
|                      |                      | Partido Nuevo Liberalismo Lema: Galán Presidente                |                      | Juan Manuel Galán (49 años) Internacionalista | - Presidente del Nuevo Liberalismo (2021-)          |
|                      |                      | Movimiento Somos Verde Esperanza Lema: ¡No hay lucha imposible! |                      | Carlos Amaya (37 años) Ingeniero Electrónico  | - Gobernador de Boyacá (2016-2020)                  |
|                      |                      | Movimiento Colombia Tiene Futuro Lema: Hagamos la Diferencia    |                      | Alejandro Gaviria (55 años) Ingeniero Civil   | - Ministro de Salud y Protección Social (2012-2018) |
|                      |                      | Partido Dignidad Lema: ¡Esto es en serio!                       |                      | Jorge Enrique Robledo (72 años) Arquitecto    | - Senador de la República (2002-2022)               |

## Resultados
|  | Coalición Centro Esperanza                         |                       |         |        |
|  | Alianza Social Independiente                       | Sergio Fajardo        | 723.084 | 33,49% |
|  | Nuevo Liberalismo                                  | Juan Manuel Galán     | 486.808 | 22,55% |
|  | Somos Verde Esperanza (con aval de Dignidad y ASI) | Carlos Amaya          | 451.122 | 20,89% |
|  | Colombia Tiene Futuro                              | Alejandro Gaviria     | 336.385 | 15,58% |
|  | Dignidad                                           | Jorge Enrique Robledo | 161.176 | 7,46%  |